# 2PU
2PU – polski zespół rapcore'owo-numetalowy.

## Aktualni członkowie
- Izabela Miedejszo – śpiew
- Jacek Brzuz – gitara
- Marek Wiskowski – gitara basowa
- Andrzej Piwowar – perkusja

## Skład zespołu podczas albumu 2 Public Use 2005 r.
- Barbara Starzecka – śpiew
- Jacek Brzuz – gitara
- Andrzej Pijanowski – gitara basowa
- Marek Kieloch (Kielu)– perkusja

## Dyskografia

### Albumy
- 2005: 2 Public Use

### EP
- 2002: Find Another Way...
- 2003: Banana Core
- 2004: Banana Core vol. 2
- 2004: Nun!
- 2008: Twoja wina
- 2008: Your Fault